# We'll Be the Stars
«We'll Be the Stars» es una canción grabada por la cantante estadounidense Sabrina Carpenter, lanzada por Hollywood Records el 13 de junio de 2015 como sencillo principal de su álbum de estudio Eyes Wide Open. La canción se estrenó un día antes en Radio Disney. 

## Antecedentes
Después de lanzar su primer EP, Can't Blame a Girl for Trying, Carpenter estaba lista para lanzar un álbum, «We'll Be the Stars» fue elegido como el sencillo principal. Carpenter anunció el 6 de enero de 2015 que lanzará el tema la próxima semana, escribiendo en Twitter: "¡Hola, noticias emocionantes! Mi nuevo sencillo se llama We I'll Be The Stars & I can ' No esperes a que lo escuches. ¡¡¡Fuera 1/13 !! ". El anuncio llegó con la portada de la canción. En una entrevista con Radio Disney, Carpenter expresó de qué se trataba la canción y por qué eligió la canción como el sencillo principal al decir "definitivamente es una canción sobre sueños. Miras hacia el cielo hay tantas posibilidades y creo que es la canción, el cielo es el límite nunca puedes ir demasiado lejos y nunca puedes soñar en grande, ningún sueño es demasiado grande. Esa es definitivamente una lección que me gusta escuchar y estoy emocionado de que todos los demás escuchen".

## Composición
Musicalmente, «We'll Be the Stars» es una balada power pop de medio tiempo, con una duración de tres minutos y siete segundos con influencias country. En términos de notación musical, se compuso usando 4/4 veces en la clave de Fa mayor, con un tempo pop moderado de 80-84 latidos por minuto. La canción sigue la progresión de acordes de F5 – B ♭ sus2-Dm-C y el rango vocal de Carpenter abarca desde la nota baja E3 hasta la nota alta de D5, dando a la canción casi dos octavas de rango.

## Recepción crítica
Dolph Malone de Headline Planet criticó la canción como una canción estándar de actriz y cantante de Disney. Ella dijo "[...] «We'll Be the Stars» y «Eyes Wide Open» son dos de los momentos más débiles del álbum. El primero es la balada pop teatral y rimbombante que uno esperaría de una actriz y cantante de Disney". Taylor Weatherby de Billboard señaló que el tema "es como una de las mejores canciones de Carpenter al decir: Aunque la voz de Carpenter es claramente genial para pistas más danzarinas, esta pista de su primer álbum muestra el lado vulnerable de su sonido  y es tan impresionante como las melodías más optimistas".

## Vídeo musical
El video musical fue dirigido por Sarah McColgan y se estrenó en Vevo y YouTube el 20 de febrero de 2015. El detrás de escena del video musical se estrenó el 13 de marzo de 2015 en las mismas plataformas.

## Presentaciones en vivo
«We'll Be the Stars» se presentó por primera vez en Radio Disney Music Awards 2015, donde hizo un popurrí con su sencillo «Eyes Wide Open». Interpretó la canción en D23 Expo en 2015. La canción también se interpretó en YTV Summer Beach Bash II en agosto de 2015. Interpretó una versión acústica de la canción en la NASCAR Sprint Cup Series 2015. En 2016, interpretó la canción en el Honda Stage en el iHeartRadio Theatre LA junto con algunas versiones y canciones de su primer y segundo álbum.

## Historial de lanzamiento
| País   | Fecha               | Formato                     | Discográfica      |
| ------ | ------------------- | --------------------------- | ----------------- |
| Varios | 13 de junio de 2015 | Descarga digital, Streaming | Hollywood Records |